# Sphenonaias
Sphenonaias је род слатководних шкољки из породице Unionidae, речне шкољке.

## Врсте
Врсте у оквиру рода Sphenonaias:
- Sphenonaias callosa (Lea, 1841)
- Sphenonaias colorata (Küster, 1856)
- Sphenonaias flucki (Bartsch, 1906)
- Sphenonaias liebmanni (Philippi, 1847)
- Sphenonaias mexicana (Philippi, 1847)
- Sphenonaias microdon (Martens, 1887)
- Sphenonaias taumilapana (Conrad, 1855)